# ビクトル・サダ
ビクトル・サダ・レミサ（Víctor Sada Remisa、1984年3月8日 - ）は、スペイン・カタルーニャ州バルセロナ県バダロナ出身のプロバスケットボール選手。ポジションはポイントガード(PG)。身長192cm、体重93kg。

## 経歴

### クラブ
2003-04シーズンにFCバルセロナからリーガACBデビューし、そのシーズンにリーガACBで優勝した。2006年にはCBジローナに移籍し、そのシーズンにはFIBAユーロカップで優勝した。2008年には古巣のFCバルセロナに移籍し、リーガACBでは4度優勝した。2009-10シーズンにはユーロリーグでも優勝している。コパ・デル・レイでは3度優勝し、スーペルコパ・デ・エスパーニャでは4度優勝した。

### 代表
2011年にはバスケットボールスペイン代表としてユーロバスケットリトアニア大会に出場し、金メダルを獲得した。2012年にはロンドン五輪に出場し、銀メダルを獲得した。銀メダル獲得メンバーには、ポイントガードとしてサダのほかにホセ・カルデロン、セルヒオ・リュル、セルヒオ・ロドリゲスなどがいた。

## タイトル

### クラブ
- FCバルセロナ
  - リーガACB (5): 2003–04, 2008–09, 2010–11, 2011–12, 2013–14
  - コパ・デル・レイ (3): 2009-10, 2010-11, 2012–13
  - スーペルコパ・デ・エスパーニャ (4): 2004, 2009, 2010, 2011
  - ユーロリーグ (1): 2009–10

- CBジローナ
  - FIBAユーロカップ (1): 2006–07

### 代表
- ユーロバスケット (1): 2011